# 国家林業草原局
国家林業草原局（こっかりんぎょうそうげんきょく）は、中華人民共和国において林業事務を主管する国家行政機関。自然資源部が管理する国家局で、日本の林野庁に相当する。

## 沿革
- 1949年 中央人民政府林墾部成立。
- 1951年 林墾部を林業部に改称し、開拓・開墾業務を農業部へ移管。
- 1954年 中央人民政府林業部を中華人民共和国林業部へ改称。
- 1956年 中華人民共和国森林工業部成立。
- 1958年 林業部と森林工業部を合併して、林業部を設置。
- 1970年 農業部と林業部を合併して、農林部を設置。
- 1978年 国家林業総局成立。
- 1979年 農林部を廃止し、農業部及び林業部を設置、国家林業総局は林業部に吸収。
- 1997年 林業部を国務院直属機関とし、国家林業局に改組。
- 2018年 国家林業局を廃止し、国家林業草原局を設置[1]。

## 歴任部長
- 梁希
- 劉文輝
- 王雲
- 羅玉川
- 雍文涛
- 楊鍾
- 高徳占
- 徐有芳
- 陳耀邦
- 王志宝
- 周生賢
- 賈治邦
- 趙樹叢